# إيما لونديس
إيما لونديس (بالإنجليزية: Emma Lowndes)‏ هي ممثلة بريطانية، ولدت في 1975 في Irlam ‏ في المملكة المتحدة.

## وصلات خارجية
- إيما لونديس على موقع IMDb (الإنجليزية)
- إيما لونديس على موقع ألو سيني (الفرنسية)
- إيما لونديس على موقع أول موفي (الإنجليزية)
- إيما لونديس على موقع قاعدة بيانات الأفلام السويدية (السويدية)
- إيما لونديس على موقع قاعدة بيانات الفيلم (الإنجليزية)
- إيما لونديس على موقع كينوبويسك (الروسية)